# تمبل بارك (باركشير)
تمبل بارك (بالإنجليزية: Temple Park)‏ هي قرية تقع في المملكة المتحدة في جنوب شرق إنجلترا.